# Dziwie
Dziwie – (niem. Wundern) wieś w Polsce położona w województwie wielkopolskim, w powiecie kolskim, w gminie Przedecz.
Wieś królewska położona w II połowie XVI wieku w powiecie przedeckim województwa brzeskokujawskiego, należała do starostwa przedeckiego. W latach 1954–1959 wieś należała i była siedzibą władz gromady Dziwie, po jej zniesieniu w gromadzie Przedecz. W latach 1975–1998 miejscowość administracyjnie należała do województwa konińskiego.